# Sahara (pel·lícula de 2005)
Sàhara és una pel·lícula d'aventures de 2005 dirigida per Breck Eisner, basada en la novel·la homònima de l'autor estatunidenc Clive Cussler. És protagonitzada per Matthew McConaughey i Penélope Cruz, i coproduïda entre el Regne Unit, Alemanya, Espanya i els Estats Units. Ha estat doblada al català.

## Argument
La pel·lícula transcorre a l'Àfrica, on Eva Rojas (Penélope Cruz) treballa com a metge de l'ONU. Allà descobreix el que pot ser una epidèmia, però en el transcurs de la seva investigació és atacada per uns desconeguts i salvada per Dirk Pitt (Matthew McConaughey), un antic marine que exerceix d'arqueòleg. Ja que tots dos es dirigeixen a la mateixa zona (ella per l'epidèmia i ell a la recerca d'un cuirassat que va naufragar fa 140 anys), el cap de Pitt decideix que vagin junts amb la resta de l'equip.

## Repartiment
- Matthew McConaughey com Dirk Pitt
- Penélope Cruz com Eva Rojas
- Steve Zahn com Al Giordino
- Lambert Wilson com Yves Massarde
- Rainn Wilson com Rudi Gunn
- Lennie James com Zateb Kazim
- Glynn Turman com Frank Hopper
- Patrick Malahide com l'ambaixador Polidori
- Delroy Lindo com Carl
- William H. Macy com James Sandecker

## Recepció
Amb un pressupost de 160 milions de dòlars, la pel·lícula en va acumular a taquilla poc més de 119 a nivell mundial. Això va generar grans pèrdues i nombroses polèmiques a la distribuïdora Paramount Pictures. El llargmetratge va suposar que McConaughey debutés en el terreny de la producció, exercint com a productor executiu. Després del rodatge, va transcendir l'aventura amorosa entre els seus protagonistes.